# Barbet (Balzac)
Barbet é um personagem da Comédia Humana de Honoré de Balzac, de origem normanda. Ele vende, primeiramente, verduras nas ruas, antes de se estabelecer como livreiro nas docas em 1818. Nos anos seguintes, ele fundará uma dinastia de livreiros e editores na Quai des Grands Augustins.
Ele aparece pela primeira vez como livreiro em L'Envers de l'histoire contemporaine.
Em Illusions perdues, é a ele que Lousteau vende seus serviços de imprensa.
Barbet é considerado o terror dos impressores. Ele propõe a Lucien de Rubempré juros de usurário para pagar suas contas junto à Fendant e Cavaliers (editores que faliram).  Ele terá um enorme lucro quando o livro de Lucien, com prefácio de Daniel d'Arthez, tiver conquistado uma breve notoriedade em 1824.
Em 1833, a casa Claparon-Cériset apela a seus serviços para pagar as dívidas desesperadas a um preço baixo em Un homme d’affaires.
Em 1839, ele é contado entre os tubarões dos livreiros em Les Petits Bourgeois. Sua taxa de juros habitual é de 12%.